# Huernia urceolata
Huernia urceolata är en oleanderväxtart som beskrevs av Leach. Huernia urceolata ingår i släktet Huernia och familjen oleanderväxter. Inga underarter finns listade i Catalogue of Life.